# Urjupinsk
Urjupinsk è una città della Russia europea meridionale (oblast' di Volgograd), situata sul fiume Chopër (affluente del Don), 340 chilometri a nordovest del capoluogo Volgograd; è il capoluogo amministrativo del distretto omonimo.
La cittadina risulterebbe fondata fra la fine del XIV secolo e l'inizio del XV, come fortezza a guardia dei confini meridionali del Principato di Rjazan'; altre fontihttp://www.mojgorod.ru/volgorad_obl/urjupinsk/index.html affermano invece che sia stata fondata dai cosacchi del Don nell'anno 1619 con il nome di Urjupin.
Inquadrata dal 1857 come stanica Urjupinskaja, divenne un importante centro commerciale nella Russia meridionale; ricevette lo status di città nel 1929.

## Società

### Evoluzione demografica
Fonte: http://www.mojgorod.ru/volgorad_obl/urjupinsk/index.html
- 1897: 9.600
- 1959: 31.800
- 1979: 40.200
- 1989: 43.000
- 2007: 40.700
- 2021: 36.600